# NGC 7318B
NGC 7318B는 페가수스자리에 위치한 은하군인 슈테팡 5중주 내부에 있는 상호작용은하로 현재 격렬한 별 형성을 일으키고 있다.

## 같이 보기

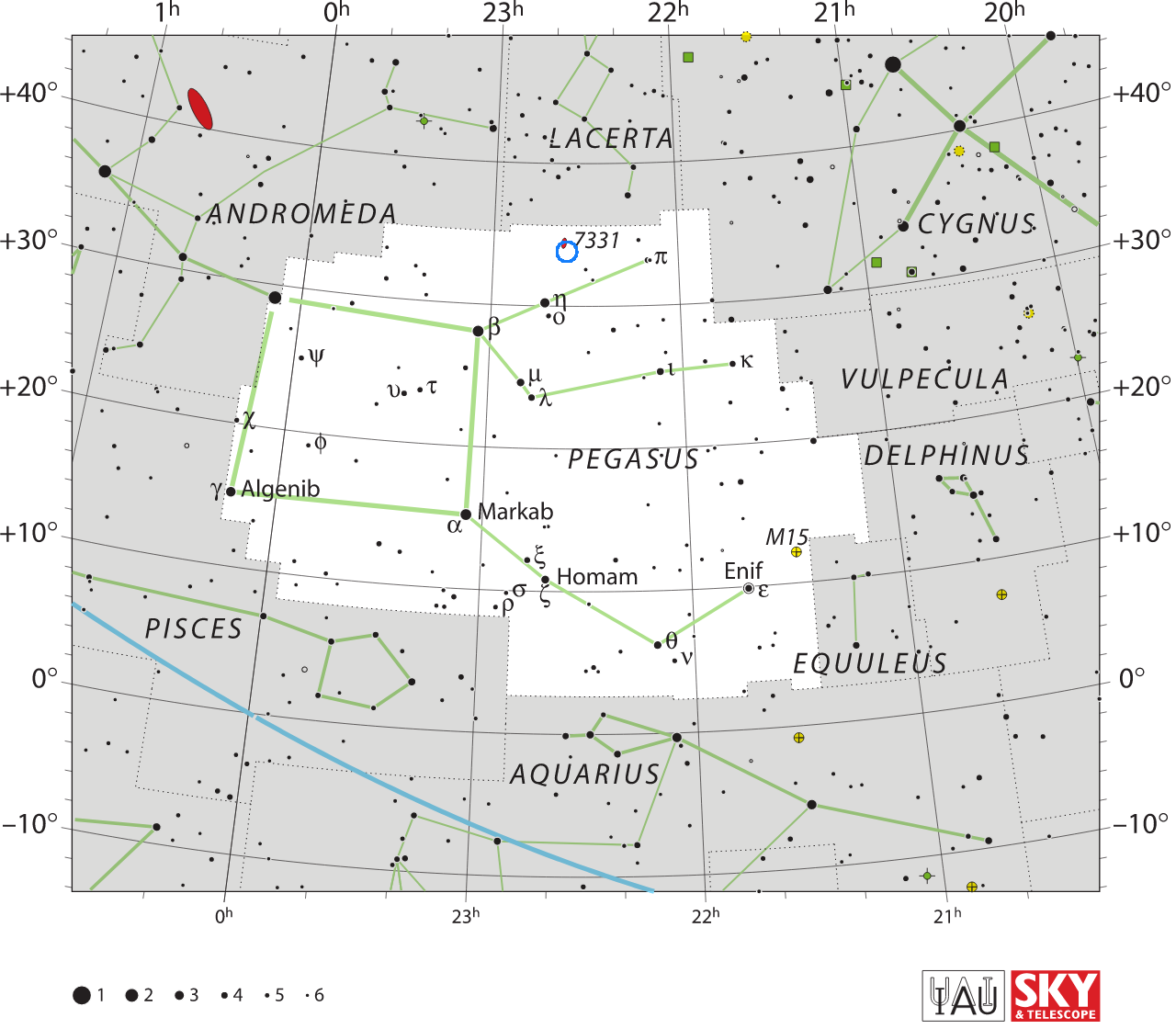
NGC 7318의 위치이다. (파란 원)

- 슈테팡 5중주
- NGC 7318B
- NGC 7318의 위치이다. (파란 원)